# 松浦聡彦
松浦 聡彦（まつうら ときひこ、1968年4月4日 - ）は日本の漫画家。三重県出身。主に小学館の漫画雑誌で活動している。

## 作品

### 連載
- ワープボーイ（原作：荒尾和彦、週刊少年サンデー、1996年1号 - 1996年36・37合併号）
- タキシード銀‐GINJIの恋の物語（週刊少年サンデー、1997年15号 - 2000年7号）
- ブレイブ猿,s（週刊少年サンデー、2000年17号 - 2000年36号）
- Wake up!（月刊サンデーGX、2000年11月号 - 2003年1月号）
- パートマン（ビッグコミックスペリオール、2001年1月26日号 - 2001年2月23日号）
- ライジングサン（原作：武論尊、週刊少年サンデー、2001年17号 - 2001年46号）
- BROTHER's（ヤングキング2004年、不定期連載）
- お笑いの神様（原作：ダンカン、週刊ヤングサンデー、2005年25号 - 2006年48号）
- モクの関白宣言（ビッグコミックスペリオール、2005年8月12日号 - 2007年1月12日号）
- カットビビジュアル系 舞（ヤングキング、2006年18号 - 2007年2号、不定期連載）
- タローの小太郎（原作：きむらゆういち、ビッグコミックスペリオール、2007年3月23日号 - 2007年10月12日号）
- まにまに（クラブサンデー、2009年4月3日 - 2010年2月16日）
- 原宿★たけのこ交番（モバMAN、2009年12月19日 - 2010年12月17日、小学館）
- よとぎばなし（モバMAN、2011年8月5日 - 2020年10月2日、小学館）
- 追放戦士のバール無双〝SIMPLE殴打2000〟〜狂化スキルで成り上がるバールのバールによるバールのための英雄譚〜（原作：右薙光介、各電子書籍配信ストア、2021年5月20日 - ）

### 読切
- 部長G（別冊ヤングサンデー2000年11月30日号）
- WILD CAT!!（少年サンデー超2003年10月25日号）
- ダグラーバスター クウ!（週刊少年サンデー2004年16号）
- シンプルガイズ 怒っちゃやーよ榊婦警（ヤングサンデー増刊2007年2月11日号）

## 師匠
- 江川達也

## アシスタント
- 藤栄道彦